# Wojciechów (powiat chełmski)
Wojciechów – wieś w Polsce położona w województwie lubelskim, w powiecie chełmskim, w gminie Siedliszcze.
W latach 1975–1998 miejscowość należała administracyjnie do województwa chełmskiego. 
Wieś wchodzi w skład sołectwa Romanówka. Według Narodowego Spisu Powszechnego (III 2011 r.) liczyła 47 mieszkańców i była 26. co do wielkości miejscowością gminy Siedliszcze.